# Greece Open 2018
Die Greece Open 2018 im Badminton (auch Hellas Open 2018 genannt) fanden vom 18. bis zum 21. Oktober 2018 in Chania statt.

## Sieger und Platzierte
| Disziplin    | Gold                              | Silber                              | Bronze                                          |
| ------------ | --------------------------------- | ----------------------------------- | ----------------------------------------------- |
| Herreneinzel | Adrian Dziółko                    | Léo Rossi                           | Iikka Heino                                     |
| Herreneinzel | Adrian Dziółko                    | Léo Rossi                           | Michał Rogalski                                 |
| Dameneinzel  | Luise Heim                        | Laura Sárosi                        | Marie Batomene                                  |
| Dameneinzel  | Luise Heim                        | Laura Sárosi                        | Amalie Hertz Hansen                             |
| Herrendoppel | M. R. Arjun Shlok Ramchandran     | Adrian Dziółko Michał Rogalski      | Davíð Bjarni Björnsson Kristófer Darri Finnsson |
| Herrendoppel | M. R. Arjun Shlok Ramchandran     | Adrian Dziółko Michał Rogalski      | Emil Hybel Mathias Thyrri                       |
| Damendoppel  | Rutaparna Panda Arathi Sara Sunil | Vimala Hériau Margot Lambert        | Abigail Holden Lizzie Tolman                    |
| Damendoppel  | Rutaparna Panda Arathi Sara Sunil | Vimala Hériau Margot Lambert        | Sanyogita Ghorpade Maneesha Kukkapalli          |
| Mixed        | M. R. Arjun Maneesha Kukkapalli   | Paweł Pietryja Agnieszka Wojtkowska | Emil Hybel Line Fleischer                       |
| Mixed        | M. R. Arjun Maneesha Kukkapalli   | Paweł Pietryja Agnieszka Wojtkowska | Mathias Thyrri Elisa Melgaard                   |